# Astéroïde de type J
Le type J (ou classe J) est un type d'astéroïdes proposé en 1993 pour caractériser une partie des astéroïdes de type V présentant des propriétés particulières. Ce type n'a pas été retrouvé dans les études statistiques ayant conduit aux classifications de Bus (ou SMASS-II) (1999) ou de Bus-DeMeo (2009) et son usage reste de ce fait spécifique aux études portant sur les astéroïdes de type V ou sur la famille de Vesta.
Les astéroïdes de type J ont un spectre proche de celui des astéroïdes de type V mais avec une absorption plus forte vers 1 μm. Cette absorption est semblable à celle des météorites diogénites. L'hypothèse est qu'il pourrait s'agir d'astéroïdes provenant de parties plus profondes de la croute de (4) Vesta que les autres astéroïdes de type V.
Exemples : (2442) Corbett, (3869) Norton, (4005) Dyagilev, (4215) Kamo.